# Francisco de Herrera el Viejo
Francisco Herrera, Bătrânul (n. 1576, Sevilla, Regatul Sevillei⁠(d), Spania – d. 1656, Madrid, Madrid⁠(d), Spania) a fost un gravor și pictor spaniol din Secolul de aur.